# Michael Johansen
Michael Bro Johansen (ur. 22 lipca 1972 w Glostrup) – duński piłkarz występujący na pozycji pomocnika. Brat bliźniak innego piłkarza, Martina Johansena.

## Kariera klubowa
Johansen zawodową karierę rozpoczynał w 1990 roku w klubie KB. W 1991 roku odszedł do zespołu B 1903 z Superligaen. W sezonie 1991/1992 wywalczył z nim wicemistrzostwo Danii. Następnie w wyniku fuzji B 1903 z KB, od sezonu 1992/1993 występował w FC København. Spędził tam 4 lata. W tym czasie zdobył z zespołem mistrzostwo Danii (1993), Puchar Danii (1995), Superpuchar Danii (1995), Puchar Ligi Duńskiej (1996), a także wywalczył z nim wicemistrzostwo Danii (1994).
W 1996 roku podpisał kontrakt z angielskim zespołem Bolton Wanderers z Division One. W 1997 roku awansował z nim do Premier League. W tych rozgrywkach zadebiutował 27 sierpnia 1997 w przegranym 1:2 pojedynku z Barnsley. 27 września 1997 w zremisowanym 2:2 spotkaniu z Crystal Palace strzelił pierwszego gola w Premier League. W 1998 roku spadł z klubem do Division One.
W 2000 roku Johansen wrócił do Danii, gdzie został graczem klubu Akademisk BK z Superligaen. Pierwszy ligowy mecz zaliczył tam 11 marca 2001 przeciwko AGF (2:0). W tym samym roku dotarł z zespołem do finału Pucharu Danii, jednak Akademisk uległ tam 1:4 Silkeborgowi. W 2004 roku zakończył karierę.

## Kariera reprezentacyjna
W reprezentacji Danii Johansen zadebiutował 16 sierpnia 2000 roku w wygranym 2:0 towarzyskim meczu z Wyspami Owczymi. W latach 2000–2002 w drużynie narodowej rozegrał w sumie 2 spotkania. Wcześniej występował też w kadrach Danii U-19 oraz U-21. Z tą drugą wziął udział w Letnich Igrzyskach Olimpijskich 1992, które Dania zakończyła na fazie grupowej.